# Dan Badea
Dan Badea (n. 23 iulie 1976, București) este un actor, artist de stand up comedie, vedetă de televiziune din România.

## Biografie
Dan Badea s-a născut în București. A absolvit UNATC, unde l-a avut ca profesor pe Dem Rădulescu.
Și-a început cariera în anii 2000 ca Dj Star. El întreținea atmosfera în mai multe cluburi frecventate de studenți, în special. Ulterior, în 2004, el a cântat cu Delia, apoi cu Fizz și Hi-Q. A fost textierul cântecelor „Ani de liceu” (versiunea TNT) și „Gașca mea”.
Dan Badea este prezentator iUmor si jurat al noului show Stand-up Revolution de la Antena1. Este și protagonist al Stand Up Cafe la HBO & Comedy Central.

## Viață privată
Dan Badea este recăsătorit din 2017 și are un copil. A fost căsătorit cu artista Lora (2012-2014).  

## Filmografie
Ca producător:
- După ea (2007)
- Occident (2002)

Ca actor:
- La Seral (serial) [1]

Ca prezentator de televiziune:
- iUmor [2]
- StandUp Revolution [3]